# Ildephons Schwarz

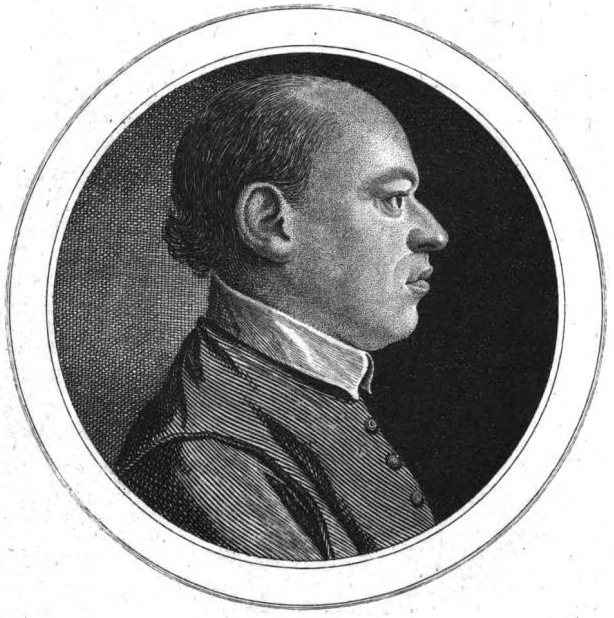
Ildephons Schwarz

Ildephons Schwarz (eigentlich: Carl Joseph Schwarz; * 4. November 1752 in Bamberg; † 19. Juni 1794 in Kloster Banz) war ein deutscher katholischer Theologe.

## Leben
Der Sohn des Professors der Medizin Christian Wilhelm Schwarz († 1767) und dessen Frau (geb. Bauer von Heppenstein) besuchte mit zwölf Jahren das Gymnasium seiner Heimatstadt und im sechzehnten Lebensjahr das Benediktinerstift Banz. 1769 trat er dort in den Benediktinerorden ein, erhielt den Ordensnamen Ildephons und legte 1770 das Ordensgelübde ab. Im Anschluss unternahm er philosophische und theologische Studien.
Seine Studien absolvierte er unter der Leitung des Kolumban Rösser (1736–1780) und des Johann Philipp Placidus Sprenger (1735–1806), wobei er sich auch mit Mathematik und den Rechtswissenschaften beschäftigte. 1779 wurde er Professor der Philosophie, Mathematik, später der Theologie und Bibliothekar der Klosterschule. Weitere Berufungen lehnte er ab. Schwarz war ein kritischer Vertreter der Aufklärung, dessen bedeutendstes Werk das Handbuch der Religionen war.

## Werke
- Rev. Alexandri Geddes, LL. D. de vulgarium Sacrae Scripturae versionum vitiis eorumque remediis Libellus. Ex Anglico vertit et notas quasdam adjecit Presbyter et Monarchus Ordinis S. Benedicti. Bamberg 1787
- Rede bei der Beerdigung des Herrn Johann Nepomuck, Abts zu Kloster Langheim, gehalten am 11. May 1791. Bamberg 1791
- Betrachtungen über einige der wichtigsten practischen Wahrheiten der christlichen Religion. Bamberg und Würzburg 1793
- Handbuch der christlichen Religion. Bamberg und Würzburg 1793–1794, 3 Bände.
- James Archer's Predigten; aus dem Englischen übersetzt. 1. Band, Bamberg 1795
- Antonii Genuensis, in regia Neapolitana Academia olim Philosophiae Professoris, Elementum artis logico-criticae Libri V. De novo edidit plurimisque in locis auxit. Aug. Vind. 1796
- Anleitung zur Kenntnis derjenigen Bücher, welche den Candidaten der Theologie, den Stadt- und Landpredigern, Vikaren u.s.w. in der katholischen Kirche wesentlich nothwendig und nützlich sind. 1. Band, Coburg 1803; 2. Band, Coburg 1804